# Cisteammina diossigenasi
La cisteammina diossigenasi è un enzima appartenente alla classe delle ossidoreduttasi, che catalizza la seguente reazione:
2-amminoetanotiolo + O2 ⇄ ipotaurina
È una proteina con ferro non-eme coinvolta nella biosintesi della taurina. Richiede un composto con funzione di cofattore come solfuro, solfito, selenio o blu di metilene per raggiungere la massima attività. Il 3-amminopropanetiolo (omocisteammina) e il 2-mercaptoetanolo possono agire come substrati. Il glutatione, la cisteina e gli esteri etilico e metilico della cisteina non sono invece buoni substrati.